# 140-149
De jaren 140-149 (van de christelijke jaartelling) zijn een decennium in de 2e eeuw.

## Gebeurtenissen

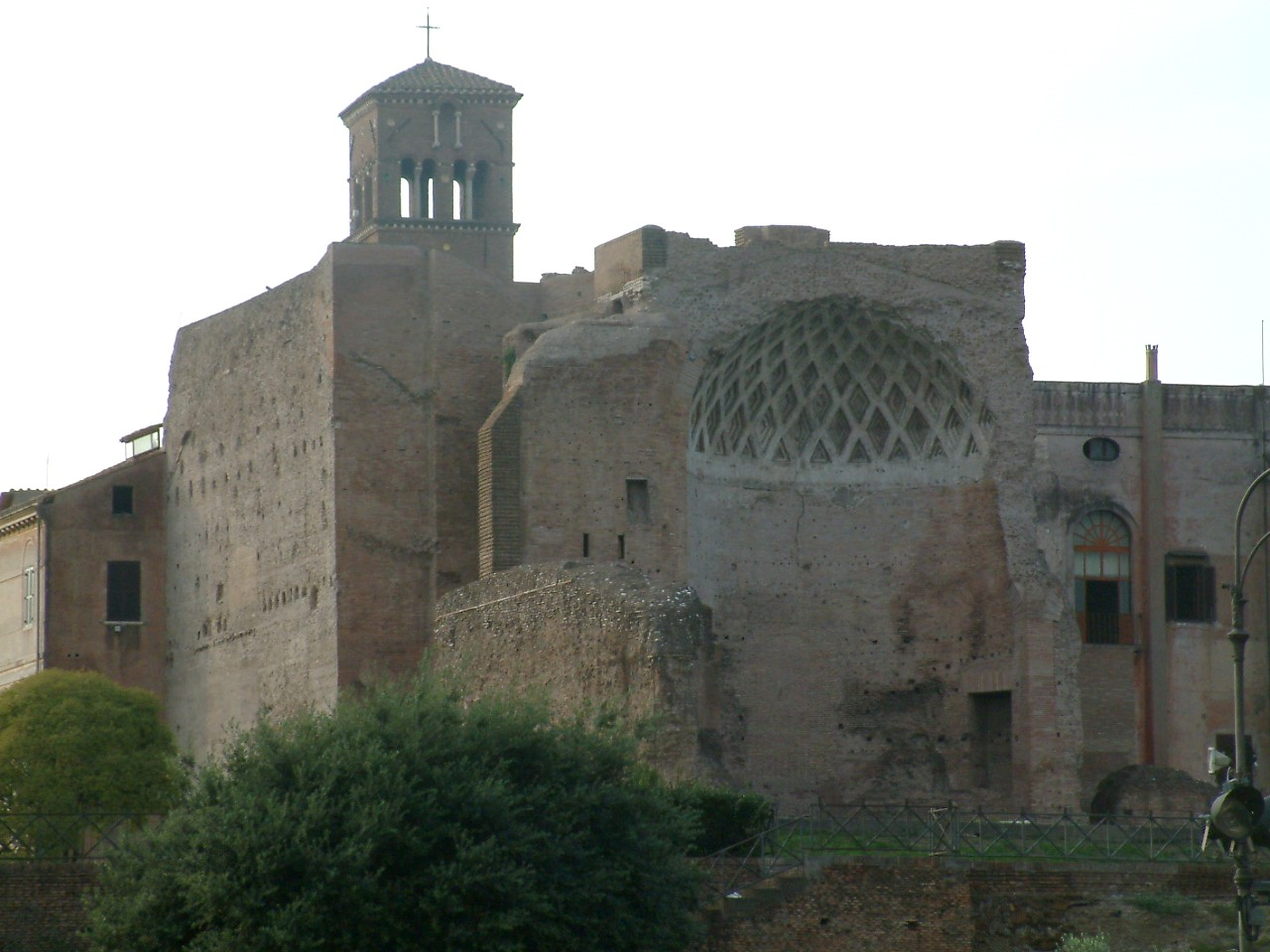
De Tempel van Venus en Roma, voltooid in 141.

### Romeinse Rijk
- 140: De Romeinen onder Antoninus Pius vallen Schotland binnen voorbij de muur van Hadrianus.
- 141: Keizer Antoninus Pius voltooit de bouw van de Tempel van Venus en Roma die in 121 was begonnen onder Hadrianus.
- 141: In Myra stort de tempel van Artemis tijdens een aardbeving in.
- 142: In Caledonia wordt onder keizer Antoninus Pius begonnen met de bouw van een tweede, noordelijkere verdedigingsmuur, de muur van Antoninus.
- 143: Marcus Cornelius Fronto, de leraar van de beide troonopvolgers wordt door de keizer het consulschap verleend.
- 144: De bouw van de muur van Antoninus, genoemd naar de Romeinse keizer Antoninus Pius is voltooid.
- 145: Huwelijk van Marcus Aurelius (Caesar) met Faustina de Jongere
- 21 april 147: Grote feesten ter gelegenheid van het 900-jarig bestaan van Rome.

### Wereld
- 144: De gnosticus Marcion wordt vanwege de verkondiging van zijn denkbeelden geëxcommuniceerd.
- 147: Door de vertaling van boeddhistische geschriften in het Chinees wordt de uitbreiding van het boeddhisme in China bevorderd.
- 148: Vologases III, koning der Parthen sterft en wordt opgevolgd door Vologases IV

## Belangrijke personen
- Antoninus Pius, keizer van Rome.

### Geboren
- 145: Septimius Severus, latere keizer van Rome
- 149: Lucilla, tweede dochter van Marcus Aurelius (Caesar) en Faustina de Jongere, toekomstige vrouw van Lucius Verus, zuster van Commodus

### Overleden
- 140: Gaius Suetonius Tranquillus.
- 147: Vologeses III, koning der Parthen.

<< · 140 · 141 · 142 · 143 · 144 · 145 · 146 · 147 · 148 · 149 · >>
<< · 100-109 · 110-119 · 120-129 · 130-139 · 140-149 · 150-159 · 160-169 · 170-179 · 180-189 · 190-199 · >>